# 大詔奉戴日
大詔奉戴日（たいしょうほうたいび）とは、大東亜戦争（太平洋戦争）完遂のための大政翼賛の一環として1942年1月から終戦まで実施された国民運動。大東亜戦争（対米英戦争）開戦記念日（1941年12月8日）に「宣戦の詔勅」（開戦の詔書）が公布されたことにちなんで、毎月8日に設定された。
1942年1月2日に閣議決定され、同月8日より実施。これに伴い、1939年9月から毎月1日に行われていた興亜奉公日は廃止となった。大詔奉戴日は大東亜戦争中は継続するものとされていた。
大詔奉戴日の趣旨は「皇國ノ隆󠄁替ト東亞ノ興廢トヲ決スベキ大東亞戰爭ノ展開ニ伴󠄁ヒ國民運󠄁動ノ方途󠄁亦畫期的󠄁ナル一大新展ヲ要󠄁請󠄁セラルルヲ以テ茲ニ宣戰ノ大詔ヲ渙發アラセラレタル日ヲ擧國戰爭完遂󠄂ノ源泉タラシムル日ト定メ曠古ノ大業ヲ翼󠄂贊スルニ遺󠄁算無カランコトヲ期セシメントス」とされ、興亜奉公日より一層戦時色の強いものとなった。国旗掲揚、君が代吹奏、宮城遥拝、勅語の奉読などの他、学校では御真影の奉拝なども行われた。